# Alain Finkielkraut
Alain Finkielkraut (Paris, 30 de junho de 1949) é um filósofo francês de origem polonesa. Finkielkraut é um antigo aluno da Escola Normal Superior de St. Cloud, onde entrou em 1969. Ensina cultura geral na Escola Politécnica. Foi eleito membro da Academia Francesa em 10 de abril de 2014.

## Biografia
Muito influenciado pelos escritos de Hannah Arendt, ele analisa os estragos da modernidade e a fragilização do meio social. Em certas obras, defende com convicção sua ligação com a comunidade judaica, e se inquieta com uma ressurgência na França de um antissemitismo "de esquerda" e "progressista". Foi por um momento associado ao grupo dos « novos filósofos », juntamente com Pascal Bruckner, André Glucksmann e Bernard-Henri Lévy. Também foi associado ao filósofo Michel Foucault, em uma tentativa frustrada de jornalismo mais aprofundado.
Sua presença mediática (autor de livros, apresentador do programa de rádio Réplique(s) da France Culture, frequentemente presente na televisão) conduziu-o a vários erros, como a célebre crítica « no escuro » feita sobre o filme Underground de Emir Kusturica, (« A Impostura Kusturica », Le Monde, 2 de junho de 1995). A descoberta desta aventura formará a trama do filme Rien sur Robert de Pascal Bonitzer.
É sem dúvida esta presença mediática que alimenta seu pensamento. Ele se engaja ao lado do advogado Gilles-William Goldnadel (fundador dos Advogados sem Fronteiras) em um processo contra o rádio-jornalista Daniel Mermet, acusado de hostilidade aos judeus (ele foi liberado). Processo ou testemunho também nos casos Alexandre Adler e Pierre-André Taguieff.
Sobre jornalismo engajado ele declara: «O engajamento vampiriza o jornalista».
Em seguida a várias tomadas de posições sobre a Educação ou o reflexo comunitário, foi acusado pelo sociólogo Daniel Lindenberg (em seu livro Le rappel à l'ordre) de ser um neo-reacionário. Lindeberg visava também outros pensadores de esquerda, como Marcel Gauchet ou Pierre-André Taguieff. O escritor Raphael Constant faz parte dos que acusaram Finkielkraut de melanofobia e de racismo junto aos Negros. Mas mais que como um novo reacionário, Finkielkraut poderia ser definido ainda como um "anti-moderno", por causa de seu ceticismo quanto ao Progresso, Direitos humanos e o que ele chama, seguindo Émile Durkheim, de a "religião da humanidade", na qual a compaixão imoderada do outro altera a reflexão política.
Colabora com diversas revistas, como Argument e Égards.

## Polémica
Em 13 de Novembro de 2019, no debate 'La Grand Confrontation' ('O Grande Confronto'), no canal de informação da TF1, confessou que provoca os homens: dizendo “violem as mulheres! Eu violo a minha todas as noites e ela já está farta”. Perante a consternação dos outros convidados do debate, entre os quais se encontrava Caroline De Haas, ativista feminista e conselheira política para a luta contra a violência, Alain Finkielkraut adiantou ainda que “sempre houve violações”, mas que antes as denúncias eram feitas quando “se passava ao ato da penetração forçada”, enquanto hoje “o que existe é a cultura da violação, que engloba desde gracejos brejeiros, assédio até ao galanteio”.
“Assistimos a uma extrapolação do conceito de sexismo. Se assim for, teremos em França imensos violadores em potência”, concluiu.

## Obras
- Le Nouveau Désordre amoureux (A nova desordem amorosa), (colaboração de Pascal Bruckner), Paris, Seuil, 1977 ISBN 2-02-004582-6
- Au coin de la rue, l'aventure (Ao canto da rua, a aventura),(colaboração de Pascal Bruckner), Seuil, 1979
- Petit fictionnaire illustré: les mots qui manquent au dico, (Pequeno dicionário- ficção ilustrado: as palavras que faltam ao dicionário), Seuil, 1981, reeditado na coll. Points, 2006
- Le Juif imaginaire (O Judeu imaginário), Seuil, 1981
- L'Avenir d'une négation (O Futuro duma negação), Seuil, 1982
- La Sagesse de l'amour (A Sabedoria do amor), Gallimard,Paris, 1984
- La Défaite de la pensée ( A Derrota do pensamento), Paris, Gallimard, 1987
- La Mémoire vaine, du Crime contre l'humanité (A Memória vã, do Crime contra a humanidade), Gallimard, coll. Blanche, Paris, 1989
- L'Humanité perdue (A Humanidade perdida), Paris, Seuil,1996
- Le Mécontemporain. Charles Péguy, lecteur du monde moderne( O Contemporâneo descontente. Charles Péguy, leitor do mundo moderno), Paris, Gallimard, 1992. Coll. Blanche
- L'Ingratitude. Conversation sur notre temps avec Antoine Robitaille (A ingratidão. Conversação sobre o nosso tempo com Antoine Robitaille), Paris, Gallimard, 1999, Coll. Blanche
- Une Voix vient de l'autre rive ( Uma voz vem da outra margem), Paris, Gallimard, 2000, Coll. Blanche
- Internet, l’inquiétante extase (Internete, a inquietante êxtase) Mille et une nuits, 2000.Écrit avec Paul Soriano (Escrito com  Paul Soriano)
- Penser le XXe siècle (Pensar o século XX), Ecole polytechnique, 2000
- Des hommes et des bêtes (Sobre os homens e as bestas), Tricorne, 2000
- L'imparfait du présent. Pièces brèves(O imperfeito do presente). Peças breves), Paris, Gallimard, 2002
- Enseigner les lettres aujourd'hui (Ensinar as letras, hoje), Tricorne, 2003
- Les Battements du monde (Os batimentos do coração), conversação com Peter Sloterdijk. Paris, Pauvert, 2003
- Au nom de l'Autre. Réflexions sur l'antisémitisme qui vient (Em nome do outro. Reflexões sobre o antisemitismo que vem). Paris, Gallimard,2003 : essai sur la montée d’une nouvelle forme d’antisémitisme(ensaioà sobre um a nova forma de antisemitismo).
- Nous autres, modernes : Quatre leçons (Nosoutros modernos :Quatro lições,[Ellipses, 2005 - Prêmio Guizot-Calvados, 2006
- Ce que peut la littérature de Alain Finkielkraut (O que pode a literatura), com Mona Ozouf, Pierre Manent, Suzanne Julliard, éd. Stock, coll. « Os Ensaios Essais », outubro 2006, 295 p. ISBN 2-234-05914-3
- Entretiens sur la laïcité. Avec Benny Lévy(Entrevistas sobre a laicidade), Verdier, 2006
- Qu'est-ce que la France (O que é a França), Stock, 2007: uma série de entrevistas com intelectuais franceses sobre a França, a identidade francesa, a questão da nação e do após-nacional, etc...
- La Querelle de l'école (A Querela da escola), Stock, 2007
- Philosophie et modernité (Filosofia e modernidade), École Polytechnique, 2008]
- Un cœur intelligent (Um coração inteligente), Stock, 2009
- "Pour une décence commune" (Por uma decência comum), em Regards sur la crise. Reflexões para compreender e sair da crise. Obra coletiva dirigida por Antoine Mercier com Alain Badiou, Miguel Benasayag, Rémi Brague, Dany-Robert Dufour, Élisabeth de Fontenay …, Paris, Éditions Hermann, 2010.

### Artigos
- Entretien avec Jeanne Favret-Saada (Entrevista com Jeanne Favret-Saada), « Un clip vaut Shakespeare » Em Europe, les nations, 17 de outubro de 1991
- Les juifs face à la religion de l'humanité. Le Débat.(Os judeus diante da religião da humanidade ). Revista Le Débat, Paris. 1980, 131, 13-19, Sodis, 2004.
- Amour et utopie. Entrevue réalisée par Andrée Fortin (Amor e utopia.Entrevista realizada por Andrée Fortin), (Nuit blanche, número 12, fevereiro-março de 1984, página 46)
- Le sens de l'héritage. Entretien avec Alain Finkielkraut (O sentido da herança. Entrevista com Alain Finkielkraut). Label France, número 38, janeiro de 2000
- Promesses et menaces de la science (Promessas e ameaças da ciência). « Répliques », France Culture. Transcrição da emissão de 17 de fevereiro de 1996. Alain Finkielkraut entrevista Claude Allègre e François Lurçat (Alliage, no 27, 1996)
- Hystérie et héritage(Histeria e herança) (Jornal Libération, 22-23 fevereiro de 1997): réflexion à propos de l’affaire des « sans papiers » en France(reflexões sobre a questão dos ‘’ sem papéis’’ ou ilegais na França)
- La politique est un risque à courir. Entretien avec Alain Finkielkraut (A política é um risco a correr. Entrevista dada por Alain Finkielkraut a Valérie Lanctuit). Regards, no 30, décembre 1997
- Le monde de la haine et des slogans (O mundo do ódio e dos slogans), Le Monde, 12 de dezembro de 1997
- En finir avec les postures morales (Para acabar com as atitudes morais). Entrevista. Le Figaro Magazine, 10 de abril de 1998
- La révolution cuculturelle à l'école( A ingênua revolução cultural na escola), Le Monde, 18 de maio de 2000
- La mémoire et son double (A memória e seu duplo). Entrevista com Stéphane Floccari. L'Humanité, 18 de maio de 2000
- La France grégaire (A França gregária), Le Monde, 6 de junho de 2000
- J'avoue tout [à propos de l'« affaire Renaud Camus »] (Eu confesso tudo, a propósito do ‘’caso Renaud Camus’’), Le Monde, 7 de julho de 2000
- « Esprit Saint contre esprit du temps: un hommage à Joseph Ratzinger »(O Espírito Santo contra o espírito do tempo: uma homenagem a Joseph Ratzinger), Égards, número IX, outono de 2005, pp. 15–18.
- J'assume (propos recueillis Sylvain Cypel et Sylvie Kauffmann) (Eu assumo, propósitos colhidos por Sylvain Cypel e Sylvie Kauffmann), Le Monde, 27 de novembro de 2005